# Irene Lentz
Irene Lentz (ur. 8 grudnia 1900 zm. 15 listopada 1962) – amerykańska kostiumograf.

## Filmografia
- 1933: Goldie Gets Along
- 1937: Niewidzialne małżeństwo
- 1942: Historia jednego fraka
- 1945: Rewia na Broadwayu
- 1948: B.F.'s Daughter
- 1950: Key to the City
- 1960: Mroczne koronki

## Nagrody i nominacje
Została dwukrotnie nominowana do Oscara.